# Barbula erosa
Barbula erosa là một loài rêu trong họ Pottiaceae. Loài này được Hampe mô tả khoa học đầu tiên năm 1862.
Danh pháp khoa học của loài này chưa được làm sáng tỏ. 